# لوئیس مسیگر
لوئیس مسیگر (انگلیسی: Luis Meseguer؛ زادهٔ ۷ سپتامبر ۱۹۹۹) بازیکن فوتبال اهل اسپانیا است.
از باشگاه‌هایی که در آن بازی کرده‌است می‌توان به باشگاه فوتبال رایو وایکانو اشاره کرد.
وی همچنین در تیم ملی فوتبال گینه استوایی بازی کرده‌است.